# Канаки

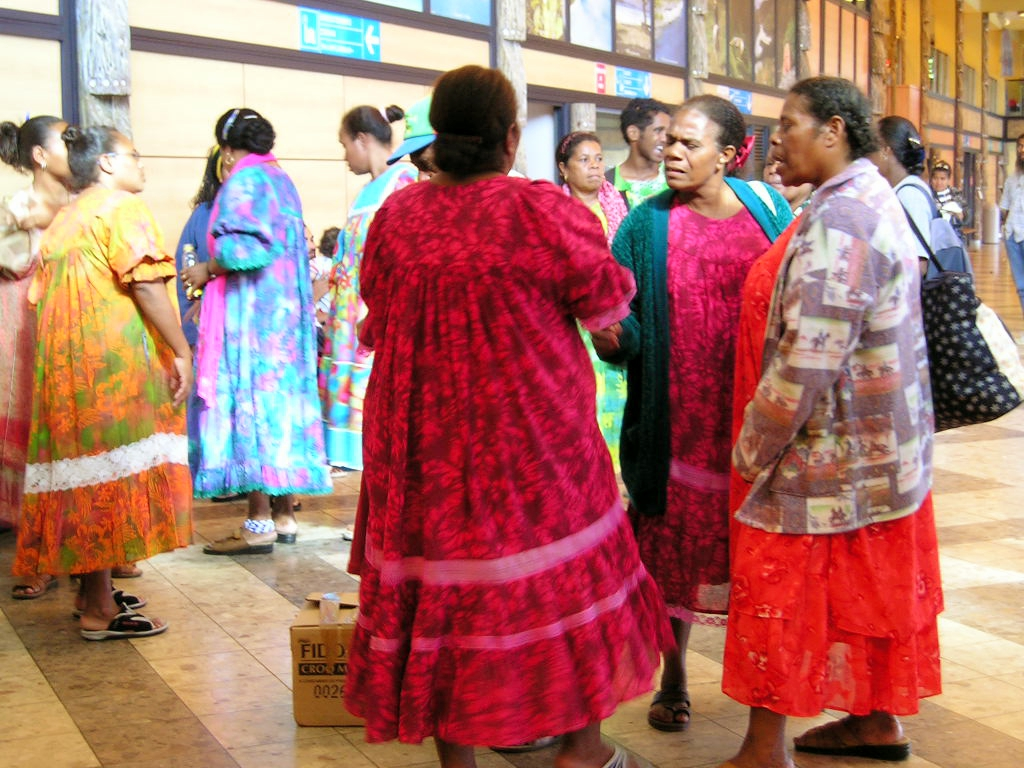
Женщины-канаки

Кана́ки (фр. kanak, canaque) — коренные народы Меланезии, проживающие в Новой Каледонии, где составляют 41,2% населения. Название происходит от гавайского словосочетания «канака маоли», нередко употреблявшегося в прошлом европейскими открывателями, купцами и миссионерами в качестве уничижительного названия многих неевропейских островитян Тихого океана.
До прихода европейцев в Новой Каледонии не существовало объединённого государства, а также общего названия её обитателей. Многие канаки в своих племенах продолжают говорить на собственных языках и следовать собственным обычаям. До наших дней сохранилось до двадцати восьми  различных языков канаков.

## Этимология
Термин «канак» происходит от гавайского канака, означающего «человек», «человеческое существо» или «свободный человек». Этот термин получил широкое распространение в XIX веке по инициативе первых европейских мореплавателей и купцов под написанием «канак» на французском языке ("канака" на английском языке) для всего Тихого океана, чтобы более конкретно обозначать коренное население того, что традиционно называют Меланезией, хотя некоторые источники утверждают, что этот термин использовался для обозначения коренных народов. С ХІХ века его также используют в отношении маркизиан или пасханцев. Тем не менее этот термин, связанный в этом написании с колониальными образами, постепенно приобрел более или менее уничижительный смысл и стал относиться только к коренному населению Новой Каледонии. Начиная с 1970-х годов, коренные жители присвоили его себе, «повторно заселив» его под написанием «канак». Этот термин, который сегодня несет сильный заряд идентичности, стал одним из символов культурных и политических притязаний коренных жителей Новой Каледонии.
Исторический лидер националистов и борцов за независимость Жан-Мари Тжибау в своей пьесе на канакском языке, написанной для фестиваля «Меланезия 2000» в 1975 году, использовал значения этого термина, совпадающие с именем героя регионального мифа из области пайси, «Тин Канаке», чтобы, по словам Муниры Чатти, старшего преподавателя сравнительной литературы в Университете Новой Каледонии, «осуществить переход от канакского, ономастического кода, данного герою в различных версиях первоначального повествования, к новому канакскому языку». Одержимость канакским единством побуждает будущего лидера движения за независимость очистить миф о происхождении от его регионалистского характера, чтобы «превратить его в национальный эпос» (Бенса, 1987: 428). Цитируя Албана Бенсу, Мунира Чатти подчеркивает, что «слово «канак» не имеет ничего общего «ни этимологически, ни исторически» (Bensa, 1987: 428) с именем канакского героя, почти тезкой которого он является».

## Канакское искусство
Художественные особенности отличаются на каждом из островов, особенно сильно отличается искусство Новой Каледонии от искусства Островов Луайоте. В основном традиционное искусство представлено скульптурами, масками, ожерельями, а также картинами и оружием (например, канакскими булавами).
Канакское искусство является часть меланезийского искусства. В канакских скульптурах и масках часто подчёркивается нос, как важный культурный символ многих народов Меланезии. Также шедеврами канакского искусства являются церемониальные дома: дверные косяки декорированы защитными оберегами в виде фигур предков; шпиль всегда обильно украшается, так как является символом определённого племени, и благодаря ему обитатели дома защищены от врагов (как людей, так и духов).

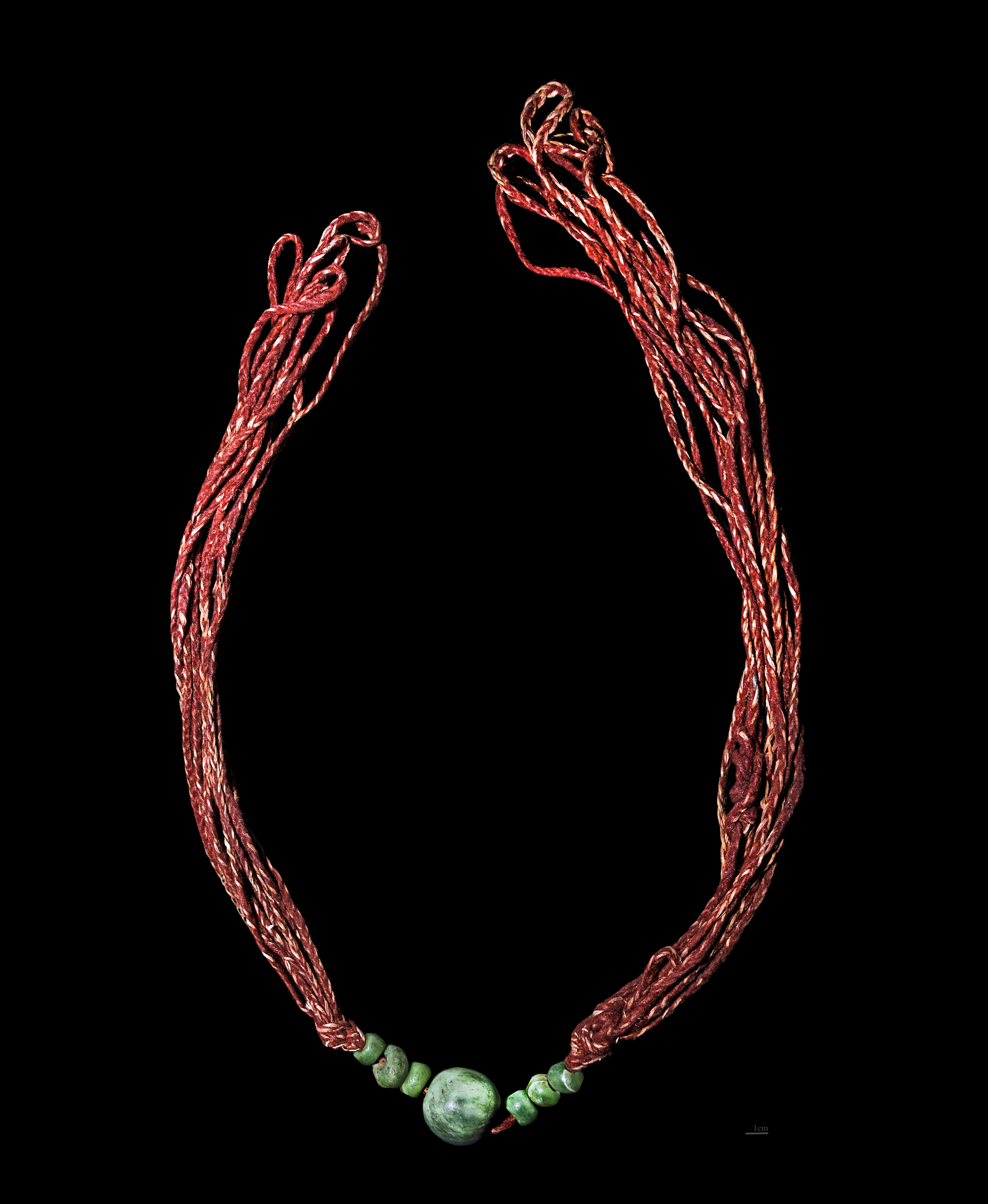
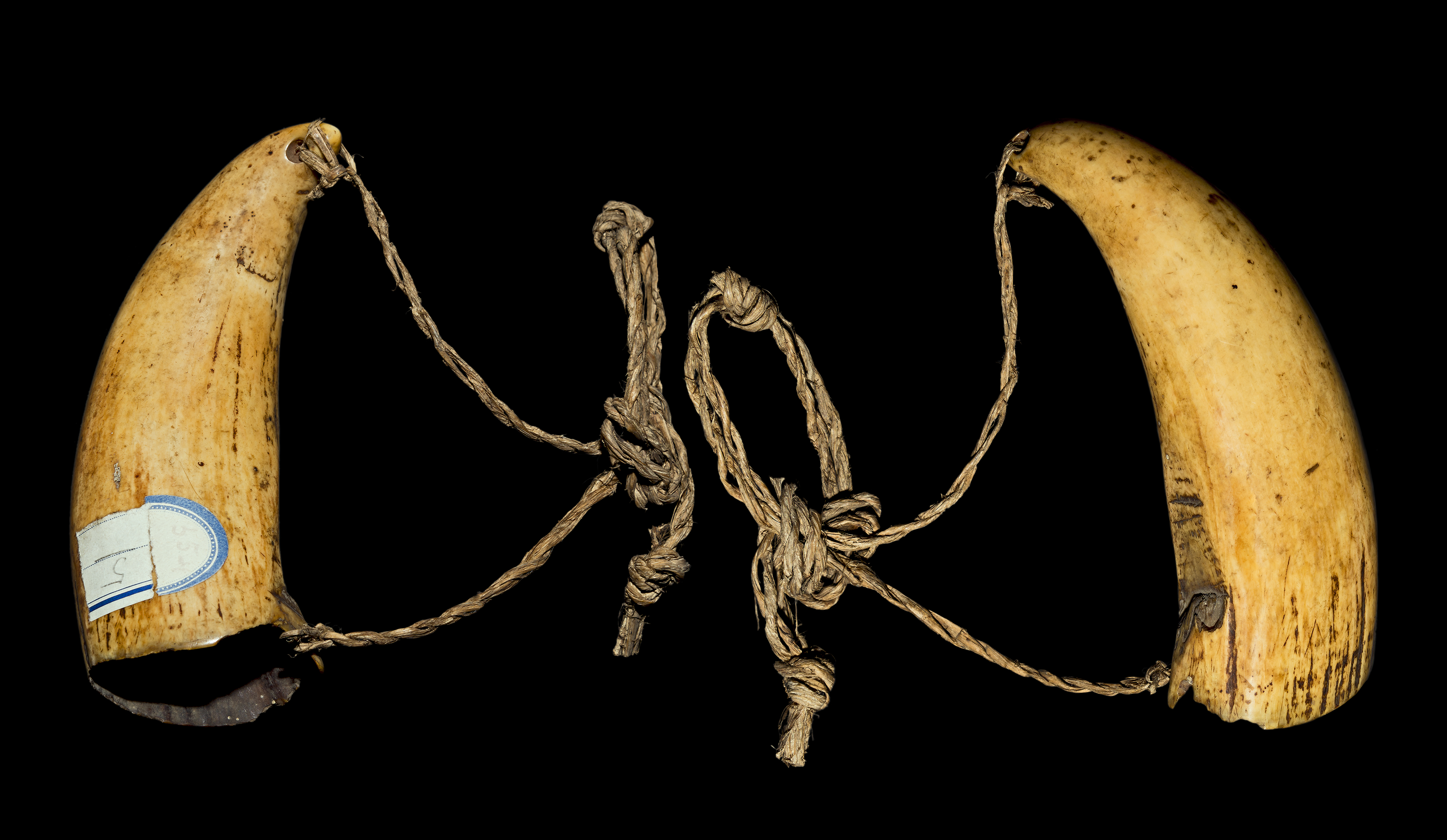
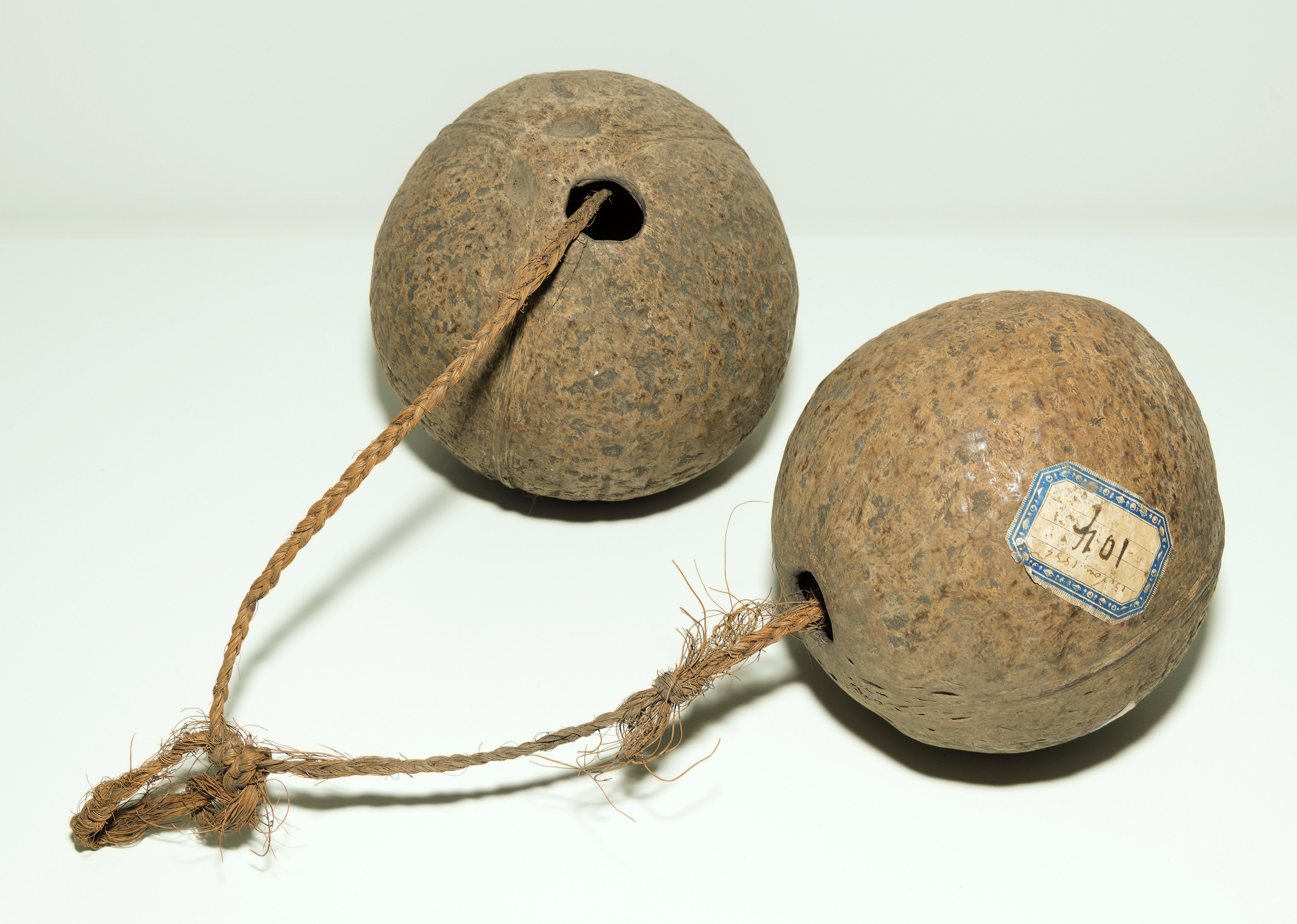
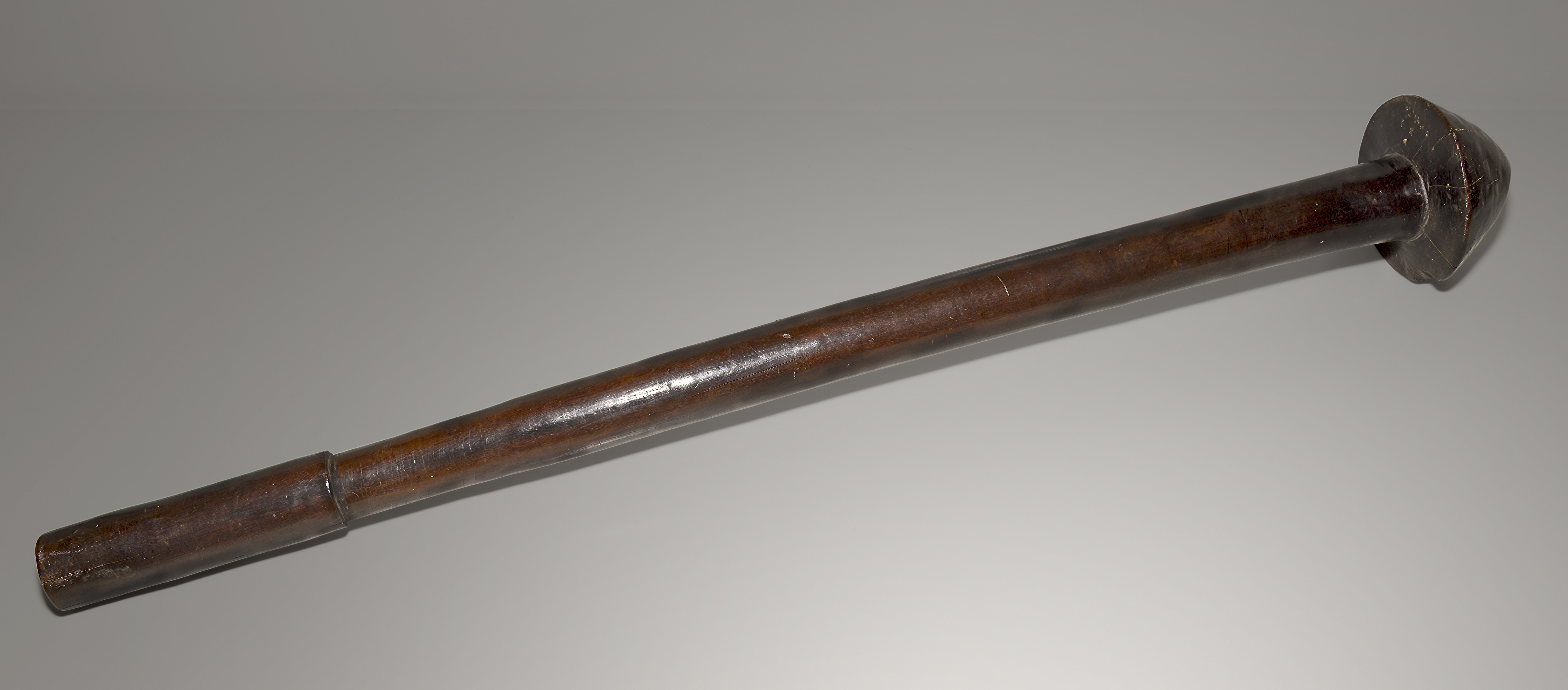
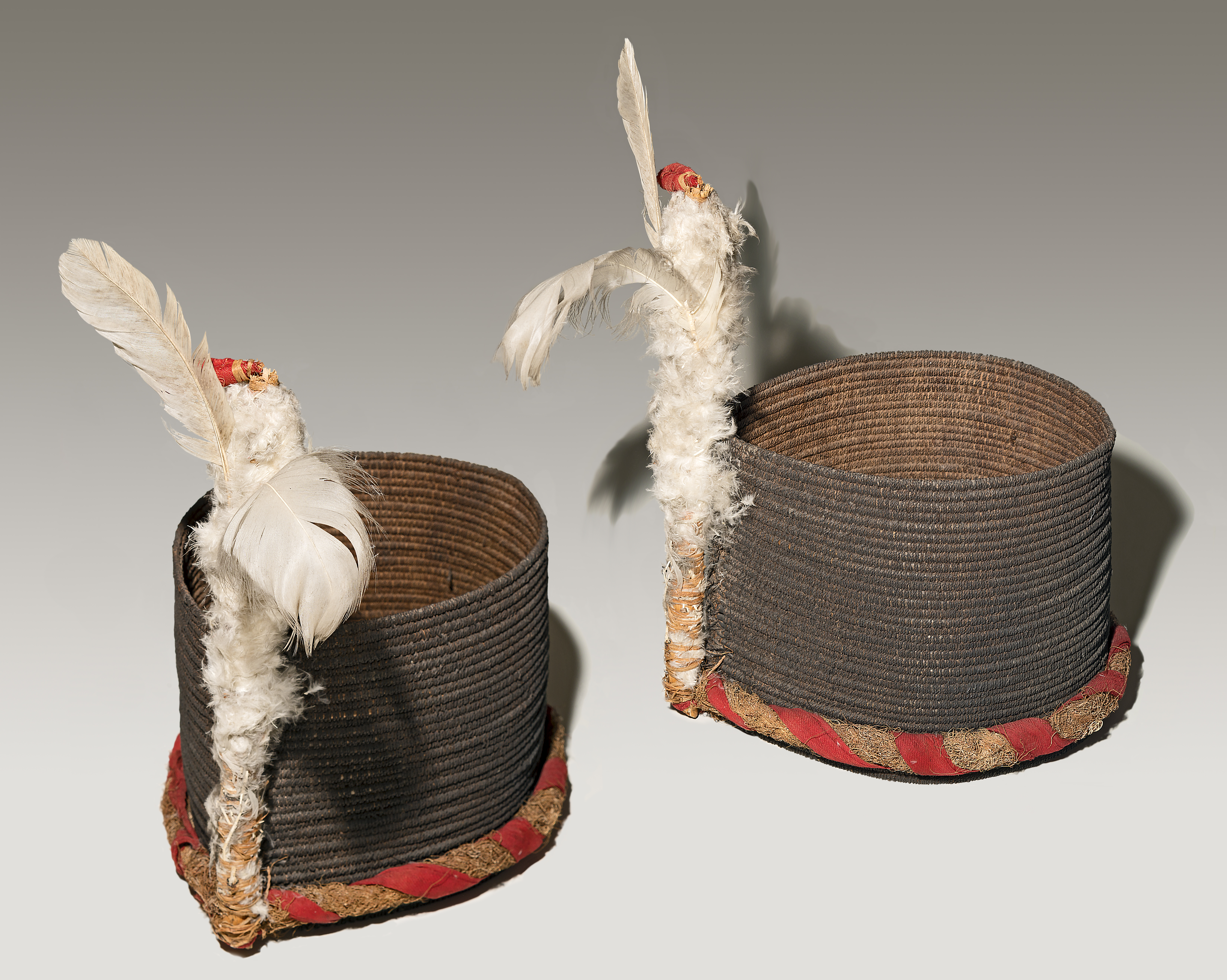

## Демография

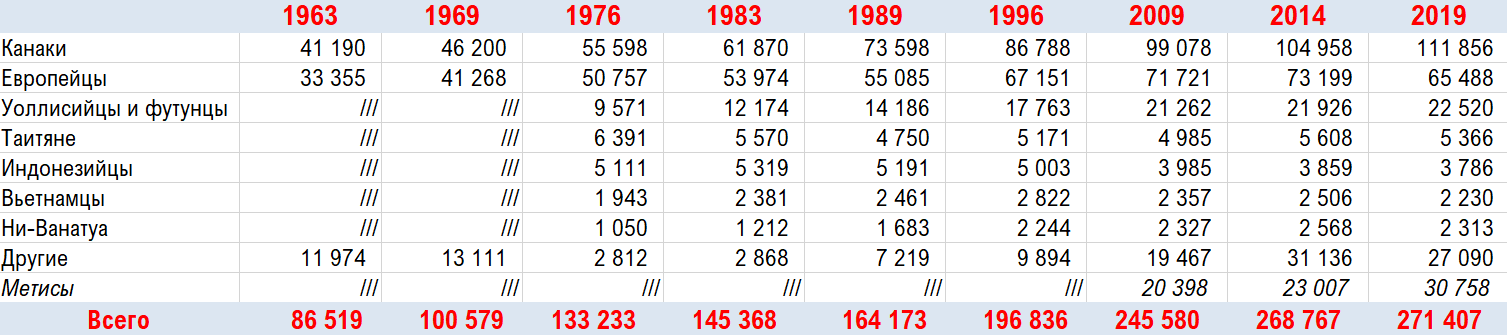
Национальный состав Новой каледонии по итогам переписей 1963-2019 год

По данным переписи 2019 года, 111 856 человек объявили себя канаками, что составляет 41,21% от общей численности населения территории (в 2009 году 99 078 жителей и 40,34%, 104 958 человек против 39,05% в 2014 году). Эта доля возрастает до 47,2% (примерно 128 000 жителей, что на 4,2% больше, чем в 2014 году), включая тех, кто указал, что принадлежит к нескольким общинам, включая канаков (например, почти 5 000 канаков-европейцев смешанной расы и 3 800 канаков-полинезийцев).). К этому можно добавить некоторых из 25 909 человек, которые предпочли называть себя «другими» или «незарегистрированными», особенно «каледонцами».
Две пятых канаков, 48 071 человек (или 42,98% всего населения, по сравнению с 40,08% в 2014 году, 39,02% в 2009 году и по сравнению с 29,51% в 1996 году), в 2019 году проживали в Большом Нумеа в Южной провинции. Это увеличение произошло в основном в результате массового исхода из сельской местности, возникшего за последние двадцать лет, в результате чего многие молодые канаки приехали в города с целью найти работу или позволить своим детям получить образование. В частности, они включают стихийные, но разные среды обитания, по мнению многих социологов и антропологов, в том числе Дороти Дюсси из трущоб стран третьего мира («приседания» незастроенных территорий), где они часто воспроизводят образ жизни племени с автаркической традиционной социальной организацией (или также с индивидуальной средой обитания с небольшими личными продовольственными садоводческими культурами). Таким образом, в 2006 году меланезийцы составляли 63% из 8 316 скваттеров (около 5 240 человек) и 64% из 8 148 скваттеров в 2008 году (около 5 215 человек).
Хотя доля городских канаков продолжает расти, они остаются в меньшинстве по сравнению с общей численностью населения нумейской агломерации (26,36% в 2019 году, 23,43% в 2014 году, 23,6% в 2009 году — доля, которая кажется стабильной из-за большого числа городских жителей Меланезии, определивших себя как этнические меньшинства). Доли «метисов», «других» или «каледонцев» по сравнению со всем их канакским сообществом, изменились. Например, чать «других» увеличилась, в частности в Большом Нумеа с 6,9% до 10,03% в период с 2009 по 2009 год. Доля тех, кто признает себя в нескольких сообществах, увеличилась с 10,08% в 2014 году до 12,59% в 2019 году. Таким образом, эта доля в Нумеа немного выросла.
За пределами Большого Нумеа, на Гранд-Терре, Восточное побережье является самым густонаселенным канаками: 26 463 человека (23,66% всех меланезийцев по сравнению с 29,74% в 1996 году, 25,68% в 2009 году и 24,63% в 2014 году).
Число тех, кто проживает в Северных провинциях, составляет 36 013 человек, что составляет 32,2% от общей численности населения (по сравнению с 37,15% канаков в 1996 году, затем только 33,62% в 2009 году, немного увеличившись до 33,9% в 2014 году). На островах Луайоте проживают 17 367 человек, что составляет 15,53% канаков (по сравнению с 20 267, или 23,35% в 1996 году, уменьшившись до 16 847 и 17% в 2009 году, а затем вернувшись к 17 191, но доля все еще снижается до 16,38% в 2014 году). В этих последних двух провинциях канаки по-прежнему составляют большинство по сравнению с другими общинами (72,16%, что на 2/3 больше, но на 6 пунктов меньше, чем в 1996 году, и на 2 пункта меньше, чем в 2009 году, но почти на 2 пункта больше, чем в 2014 году на севере и 94,63% на островах). Падение численности населения в результате миграции, по-видимому, было уменьшено в Северной провинции за счет развития зоны ВКП (Во-Коне-Пуэмбу) и фабрик-дю-Норд.

### Молодое население
Население Меланезии оставалось особенно молодым, хотя можно наблюдать явление старения. В 2009 году чуть менее 1/3 (32,41%) были моложе двадцати лет, в то время как эта возрастная группа составляла почти половину (47,2%) канакского населения в 1996 году и почти 2/5 (38,72%) в 2009 году. Однако эта доля остается самой высокой среди всех сообществ (для сравнения, только пятая часть, или 21,9%, европейцев относятся к той же возрастной группе). В частности, менее 1/6 меланезийцев (15,63%) моложе 10 лет по сравнению с почти четвертью из них (24,7%) в 1996 году и все еще почти 1/5 (18,07%) в 2009 году. Канаки в возрасте до 20 лет по-прежнему составляют 44,31% молодежи Новой Каледонии (52,52% в 1996 году и 45,42% в 2009 году), но эта доля немного снижается из-за того, что все больше и больше молодых людей определяют себя как «метисы» или «принадлежащие к нескольким общинам» (эта доля увеличилась с 12,97% в 2009 году до 17,22% в 2019 году). Напротив, их доля в возрастной группе старше 60 лет увеличилась: в 2019 году они составили 11,08% меланезийцев по сравнению всего с 6% в 1996 году и 8% в 2009 году (для сравнения: они составляют более одной пятой, или 21,8%, среди европейцев). Средний возраст меланезийцев тогда составил 32,1 года (по сравнению с 25 годами 13 годами ранее и 29 годами ранее), а возрастная пирамида остается в основном треугольной, основание которой, однако, сужается, а вершина расширяется.
Действительно, несколько признаков, по-видимому, подтвердили падение рождаемости и увеличение продолжительности жизни: это заметно, в частности, в двух провинциях, где меланезийцы составляют особенно значительное большинство, на Севере и островах. Таким образом, в первом случае коэффициент рождаемости снизился с 34,6‰ в 1981 г. до 30,1‰ в 1987 г., до 27,1‰ в 1993 г., до 24‰ в 1996 г., до 18,5‰ в 2003 г. и до 17,7‰ в 2012 г. (по сравнению с 16,6‰ в том же году на Юге), что является наиболее важным показателем. Рождаемость изменилась с 4,1 ребенка на женщину в 1990 году до 2,3 в 2010 и 2012 годах, в то время как уровень смертности снизился с 9,3‰ в 1981 г. до 7,6‰ в 1989 г., до 6,5‰ в 1996 г., до 6,4‰ в 2003 г. и до 6‰ в 2012 г. (с 2002 г. показатели стабилизировались на уровне около 6‰), а уровень младенческой смертности составил 22,7% в 1981 г., 14,2‰ в 1989 г., 13,1‰ в 1996 г., 3,7‰ в 2003 г. и 3,6‰ в 2012 г. (по сравнению с 4‰ в том же году на Юге).
На островах коэффициент рождаемости изменился с 37,1‰ в 1983 году до 36,4‰ в 1986 году, 33,7‰ в 1992 году, 26,7‰ в 1996 году, 19,7‰ в 2003 году и 19‰ в 2012 году (сейчас этот показатель очень близок к показателю на Юге). Конъюнктурный показатель рождаемости упал с 4,5 детей на женщину в 1990 году до 2,8 в 2010 году и 2,9 в 2012 году, когда смертность увеличилась с 7,9‰ в 1981 году до 7‰ в 1988 году, 5,9‰ в 1996 году, 4,5‰ в 2018 году. Затем снова вырос до 8,1‰ в 2012 году, а младенческая смертность упала с 13,6‰ в 1981 году (при нормальном уровне выше 17‰ в 1980-х годах) до 12,4‰ в 1988 году, 14,3‰ в 1996 году, 9,3‰ в 2003 году, 6,6‰ в 2011 году и 3‰ в 2012 году.
Эти цифры объясняются несколькими факторами, в целом связанными с повышением уровня жизни, переходом к более «городскому» образу жизни для все большего числа меланезийцев и установкой важных объектов инфраструктуры здравоохранения в «кустах», таких как Госпитальный центр дю Норд (Центр медицины катастроф). Имеет две больницы: одну в Кумаке, а другую в Пуандиме.
Ожидаемая продолжительность жизни увеличилась всего с 60,7 года на Севере и с 64,7 года на островах в 1981 году до 75,4 и 73,5 лет соответственно в двух провинциях 2012 году, что немногим меньше, чем в Южной провинции — 77,9 года, при этом в 2010 году был отмечен пик на уровне 75,9 и 74,2 года.
| Мужчины | Возрастной класс   | Женщины |
| ------- | ------------------ | ------- |
| 0,7     | От 80 лет и старше | 1,51    |
| 2,84    | 70-79              | 3,72    |
| 6,46    | 60-69              | 6,91    |
| 10,27   | 50-59              | 10,92   |
| 13,61   | 40-49              | 13,98   |
| 15,69   | 30-39              | 15,43   |
| 16,94   | 20-29              | 16,18   |
| 17,15   | 10-19              | 16,41   |
| 16,33   | 0-9                | 14,94   |

### Население, живущее племенами
В 1996 году в племени проживало 56 542 человека, в том числе 54 923 канака, что составляло менее двух третей всего меланезийского населения того времени (63,3%), что примерно соответствует показателю 1989 года (канаки в племени уже составляли всего 63,7% от общего числа). Однако впоследствии эта доля снизилась до 51% в 2014 году (примерно на 61 000 меланезийцев, живущих племенами) и 48% в 2019 году (вернувшись примерно к 55 000 человек).
Острова Луайоте, которые никогда не были объектом расселения белых поселенцев, остаются провинцией, жители которой больше всего продолжают жить традиционным образом жизни, единственной, где традиционные земли покрывают всю территорию (за исключением Ве-ан-Лифу). Таким образом, это одно из племен архипелага, насчитывающее 19 780 человек, из которых 97,6% канаков. Кроме того, 32 647 человек заявили тогда, что принадлежат к одному из племен Островов, независимо от того, проживают они там или нет (провинция острова, у которой нет особых ресурсов, позволяющих создать значительный пул рабочих мест, за исключением туризма, больше всего пострадала от исхода), в результате чего в целом лоялисты составляют 37,6% канаков.
На Севере часть канаков оставляет традиционный образ жизни, чтобы найти работу (сельскохозяйственным рабочим, наемным работником, торговцем или государственным служащим) в деревнях и административных центрах своих муниципалитетов. Таким образом, доля меланезийцев, проживающих в племенах, сокращается: в 1996 году их было 26 805 человек, в то время как в других регионах численность меланезийцев была ниже или составляла 83,13% от общего числа.
Юг, безусловно, провинция с наименьшим количеством жителей в племени: в данном случае в 1996 году их насчитывалось 8 338 человек, поэтому они составляют менее четверти (24,3%) меланезийского населения провинции. Тем не менее эмоциональная и социальная связь с их родным племенем такова, что они живут в основном на юге. По состоянию на 1996 год 26 223 канака (30,2% от общего числа меланезийцев), не проживающих в стране, по-прежнему заявляют о своей принадлежности к ней и, следовательно, по-прежнему участвуют в традиционных церемониях и в рамках клановой солидарности (в частности, в разделении доходов). В конечном итоге 5642 канака (6,5%) не относятся ни к какому племени.

### Восстановление баланса потоков внутренней миграции в Новой Каледонии
С момента создания провинций в 1989 году была начата политика восстановления экономического и демографического баланса, направленная на ограничение макроцефалии Большого Нумеа и прекращение миграции канаков в столицу, удерживая их на месте и лучше интегрируя в экономическую и социальную структуру.
Одним из приоритетов этой политики тогда было обучение новокаледонских кадров, прежде всего канаков: это программа «400 кадров», запущенная в 1988 году и последовавшая в 1998 году за программой «Будущие кадры», которая предлагает значительную помощь в финансировании исследований. Направлена на то, чтобы студенты получили стажировку и, в конечном итоге, устроились на работу, и все это в ведущих секторах экономики Новой Каледонии.
К концу 2007 года по обеим программам было подготовлено 450 руководителей. Программа «400 руководителей», в частности, позволила получить первого меланезийского врача (доктор медицинских наук Поль Кэз, врач общей практики), в то время как «Будущие кадры» отпраздновали в июне 2008 года своего тысячного стажера, и в их активе, в частности, второй канакский врач (доктор медицинских наук Жак Лали, врач общей практики). Первый канакский адвокат в Новой Каледонии, Фрэнки Дихаче, был приведен к присяге в Нумеа 11 августа 2016 года (в коллегии адвокатов Нумеа 112 юристов).
Примерно в 2008 году директор Группы общественных интересов Мари-Лор Гибер подсчитала, что Новая Каледония соответствовала лишь «10% потребностей в восстановлении баланса», в то время как некоторые критикуют устройство за то, что оно способствовало окончательному расселению бенефициаров в мегаполисе (если они создают там семью во время учебы или если они приобретают там первый профессиональный опыт, тем не менее, цифры указывают только на обратное: 7% бенефициаров, которые не возвращаются на территорию по окончании учебы в университете или обучения, в то время как 90% успешно находят работу в течение трех месяцев после возвращения).
Также было начато несколько проектов, направленных на экономическое развитие Северной провинции, в частности, в рамках стремления создать городские районы в регионе Во-Коне-Пуамбу на Западном побережье и «Гранд-Н» (вокруг Пуандиме) на Восточном побережье.
Основной опорой этой перебалансировки оставалась деятельность горнодобывающей промышленности с созданием Южнотихоокеанской горнодобывающей компании (ЧВК), контрольный пакет акций которой контролируется Инвестиционной компанией Северной провинции (SOFINOR), которая в 1990-х годах сформировала горнодобывающую компанию и в 1998 году запустила горнодобывающую компанию. Проект строительства Северного завода в массиве Кониамбо в партнерстве с канадской Falconbridge, а затем швейцарской Xstrata по запуску производства в 2011 году (Koniambo на 51% контролируется ЧВК, остальное — Xstrata). Эта политика позволила несколько сократить миграцию на Юг: хотя миграционный баланс провинции остается отрицательным, он снизился с потерь в диапазоне от 180 до 370 человек в год в период с 1996 по 2003 год до всего лишь 75 в 2007 году.
В рамках этого проекта было начато строительство новой инфраструктуры: Северного больничного центра с двумя полюсами больниц, один в Кумаке на западе, а другой в Пуандиме на востоке, проект третьего в Коне, перекресток Коне-Тивака, создание средней школы Коне-Тивака на юге, строительство новой больницы в Канаке на юге и строительство новой больницы на севере.
Несмотря на некоторые изменения, меланезийское население остается сообществом, наиболее пострадавшим от отсутствия работы в Новой Каледонии: в 2019 году 13 638 канаков были объявлены безработными (то есть уровень безработицы составил 26,54% и более двух третей, или 68,71% всех безработных Новой Каледонии). В это число следует включить людей, которые считают себя «неактивными» (так называемая размытая зона безработица из-за ограниченных возможностей для оплачиваемой занятости), то есть жители племен, которые не занимаются профессиональной деятельностью, связанной с денежными операциями, и затем объявляют себя безработными, но участвуют в выполнении племенных задач, среди которых выращивание традиционных продуктов питания (ямс, таро), рыболовство, охота за продуктами питания или ремесла. Таким образом, 7 515 безработных канаков работали в 2009 году, занимаясь вспомогательной сельскохозяйственной деятельностью (более двух третей, или 69,49% всех безработных в Меланезии, при этом этот показатель составляет менее 10% для всех других сообществ), большинство из которых (6 803) предназначены для личного потребления, а небольшое меньшинство (712) — для продажи. Точно так же 6 360 безработных меланезийцев (58,81%) занимаются продовольственным (5 800) или коммерческим (560) рыболовством.
С другой стороны, занятые канаки по-прежнему недопредставлены (но увеличиваются) среди руководителей высшего звена и представителей интеллектуальных профессий (1441 человек на 3,82% занятых канаков в 2019 году по сравнению с всего лишь 875 людьми и 2,9% занятых канаков в 2009 году, в то время как на эту категорию приходится 11,15% занятых канаков. Доля новокаледонских рабочих составляет 22,18% среди европейцев, в то время как доля канаков увеличилась с 9,3% в 2009 году до 11,6% от общего числа людей, относящихся к этой социально-профессиональной категории в 2019 году), торговцы, ремесленники или руководители предприятий (1890 канаков в 2019 году по сравнению с 1148 в 2009 году, что составляет 5,01% занятых активов этого сообщества, по сравнению с 3,78% десятью годами ранее, в то время как этот показатель составляет 10,36% среди всех занятых активов Новой Каледонии и 15,65% среди всех занятых активов, для европейцев канаки тогда составляли 11,62% в 2009 году, а затем 16,36% в 2019 году от всей этой категории). Напротив, они перепредставлены среди рабочих (11 900 в 2009 году, затем 13 554 канака в 2019 году, то есть от одной до двух пятых, или 39,19% в 2009 году, затем 35,9%).
В 2019 г. меланезийские занятые и примерно половина, или 47,05% в 2009 г., а затем 50% в 2019 г., новокаледонские рабочие), занятые (10 545 человек на 34,73% занятых канаков и 37,51% всей категории в 2009 г., по сравнению с 13 017 канаками соответственно, 34,48% и 40,96% в 2019 году) и фермеры-операторы или рыбаки (1917 человек, или 6,3% занятых канаков, но три четверти, или 76,68%, фермеров или рыбаков Новой Каледонии в 2009 году, а затем 2375, 6,29% и 76% соответственно в 2019 году).

## Социальная организация
Канакское общество организовано на основе определённой социальной и пространственной единицы, клана, и сегодня организовано в рамках набора иерархических традиционных структур, в основном созданных после прибытия европейцев. Обычаи почти всегда являются приспособлением общества к ограничениям, и обычаи канаков постоянно менялись на протяжении тысячелетий. До проникновения европейцев существовала не деревня и не племя, а формы социальной организации, которые лучше всего обрисовало бы понятие сетей. Понятие "клан", отличительная черта шотландской системы, - это объяснительный подход, исторически необходимый, а теперь недостаточный для обществ, не составляющих государство.

### Клан: традиционная семейная ячейка
Клан - это человеческая группа, состоящая из нескольких семей или родословных (каждая из которых имеет свое отчество, которое передается по отцовской линии), происходящих от общего предка и живущих на земле, которой ее члены управляют как сообщество в соответствии с четко определенными иерархическими социальными отношениями. Тем не менее, клан может со временем измениться в зависимости от его усиления (тогда он может принять новых членов) или его ослабления (тогда некоторые из его членов могут покинуть его, чтобы поселиться на новых землях и создавать новые кланы), в зависимости от войны и игрыо власти, существующей между кланами. Таким образом, размер кланов сегодня может варьироваться от пятидесяти до нескольких сотен семей.

#### Иерархия внутри клана
Проявление социальных отношений, основанное на уважении, жесте и определённой речи, зависит от ряда элементов:
- степень родства, создающая почти эмоциональную связь между членами одной семьи: у человека не будет одинакового отношения или языка, если он обращается к своему отцу, брату, зятю, дяде, тете и так далее;
- возраст людей: таким образом, пожилые люди всегда занимают привилегированное положение по сравнению с более молодыми, которые испытывают к ним естественное уважение. Примечательно, что им всегда подают первыми во время еды первое блюдо из ямса нового урожая как часть буньи, которое молодые люди должны приготовить в их честь, они имеют приоритет во всех традиционных мероприятиях и церемониях;
- характер «старшего» или «первенца» в соответствии с принципом «родственных связей по восходящей линии» каждого человека в каждой линии и каждой линии в клане. Он устанавливает форму теоретического первородства, восходящую к общему предку клана, часто мифическому, память о котором обычно символизируется курганом-основателем клана, цементом генеалогической памяти на земле. У этого «отца»-основателя есть несколько сыновей, которые являются общими предками родословных и также владеют своими курганами. Земля, занятая каждой линией, постоянно занята духами предков этой линии, и поэтому любое заселение новой земли требует серии обрядов для изгнания этих духов. Термин «старший», «второй по рождению» и так далее до последнего рождения даётся той или иной линии в зависимости от соотношения сил, брачных союзов, которые они в конечном итоге заключают, или функций, которые они исполняют в клане. Таким образом, «старший» по старшинству из всех родов, согласно этому соотношению сил, является главой клана с наименованием «старший брат». Он является его представителем и представителем в других кланах, и его члены уважают его. Он руководит жизнью клана и разрешает споры, которые могут возникнуть между членами группы, но должен постоянно играть с другими «братьями» из других родов или из своей собственной семьи, с советом старейшин, который объединяет старейшин или вождей. каждой семейной группы, составляющей клан (в отличие от других «братьев»). Совет клана управляет внутренними делами клана и очень внимательно относится ко всему, что касается передачи наследства, смены имени и отчества, усыновление), а также «хозяева земли» (функция, которая исчезла сегодня с запретом колдунов религиозными миссионерами, а затем и колониальными властями), настоящие волшебники, которые своей магией обеспечивают связь с землей и с силами и духами, населяющими её (и особенно с теми, кто в ней живет из древних). Если «старший брат» терпит неудачу в выполнении какого-либо из своих обязанностей (на войне, в переговорах по заключению соглашений или брачных союзов между родословными или кланами, в традиционных церемониях, таких как выход из-под земли первого ямса), его можно заменить и, таким образом, он теряет статус «старшего брата». Бывают также случаи, когда это «падение» затрагивает всю его родословную.

Традиционно на Гранд-Терре, а также на островах Белеп и Пен кланы до прихода европейцев составляли автономные образования, очень представительные для кланового вождества меланезийского мира и способные контролировать очень большие территории, объединяя несколько деревень. Кланы, в свою очередь, являются частью региональных ансамблей, то есть кланов, разделяющих территории, которые особенно близки до такой степени, что переплетаются друг с другом, и являются общими в культурном отношении с общими социальными структурами.
Поскольку политическая иерархия там развита слабо или даже полностью отсутствует, социальные структуры, как правило, изменчивы и особенно мобильны, с кланами, которые называются «мигрирующими», когда люди не проживают в одних и тех же местах во времени и в зависимости от сезона. и регулярно мигрируют между разными кланами (требующими каждый раз, когда они перемещаются), церемонии приветствия). Одной из «стран», наиболее изученных по всем этим аспектам, была страна Паичи, от Мориса Линхарда до Альбана Бенса и Жан-Клода Ривьера. Затем эта страна на региональном уровне структурируется брачными отношениями между двумя группами, имеющими одного и того же мифического общего предка. Напротив, в других регионах, образцом которых, по-видимому, является страна Хут-ма-Ваап, их клановые отношения обусловлены наличием двух отдельных местных обществ, основанных на соотношении старшинства между первым обществом, которое, согласно устной истории, поселилось на этой территории, и последующими.(таким образом, в стране Хут-ма-Ваап Хут были бы первыми, а Ваап — вторыми).
Тем не менее, клановая организация на островах Луайоте немного иная: там, уже до прибытия европейцев, кланы обычно объединялись в более крупное политически организованное образование, «великие вождества» или традиционные округа, которые уже больше похожи на систему полинезийской королевской власти. Эта особенность, безусловно, связана со значительными полинезийскими миграциями, которые лоялисты пережили в прошлом, о чем свидетельствует присутствие в Увеа полинезийского языка, faga uvea. Затем мы видим появление иерархии и специализации кланов в соответствии с полномочиями, возложенными на них в великом вождестве: таким образом, существуют кланы землевладельцев, морских (объединяющих рыбаков), магических, воин, в частности. Великий вождь символизирует район и обеспечивает социальную сплоченность, и поэтому население района уважает и уважает его. Он является эталоном, вождем людей и земли и в конечном итоге разрешает споры, в то время как главы кланов обязаны подчиняться и уважать его.
Клановая организация также основана на сильной гендерной дифференциации: мужчины выполняют социальные и общественные обязанности, такие как заключение союзов, управление социальными отношениями и общественной жизнью, и должны обеспечивать социальную устойчивость клана. Они служат сообществу и заботятся о нем, а также обеспечивают снабжение сообщества продуктами питания и жизненно важными ресурсами, в том числе несут ответственность за выращивание ямса, объекта традиционного социального обмена. Молодёжь после подросткового возраста помещается в отдельное место, где они живут вместе, чтобы получить образование в области социальных и клановых обязанностей. С другой стороны, женщины несут ответственность за всё, что связано с жизнью и семейной близостью, например, за повседневную и домашнюю работу по дому и управлению семьей, а также за воспроизводство членов клана. Хотя все они заняты на полевых работах, мужчины и женщины играют в них совершенно разные роли.

#### Супружеские отношения
Канакская брачная практика не была предметом какого-либо общего исследования, а скорее представляла собой региональные подходы, поскольку эта практика сильно различается от одной традиционной страны к другой и даже в пределах одного и того же ареала. Одна из систем, наиболее изученных этнологами и часто обобщаемых (ошибочно) предшественниками этой дисциплины в Новой Каледонии (особенно Морисом Линхардтом), - это так называемая «дуализм брака» или «экзогамный дуализм» «Дуй ма Бай» («Дуй с Бай»).), в кантри-паиси. Считается, что в нем насчитывается около десяти кланов (одиннадцать, по словам Албана Бенсы иЖан-Клод Ривьер) делятся на две нелокализованные группы, дуи и бай, происходящие от двух сыновей первого человека, всегда в соответствии с моделью генеалогического представления через «восходящие родственные связи» человека, семьи, происхождения, кланов и предков. первого человека.
Согласно этой модели «двоюродными братьями», когда мужчина из племени дуй женится на женщине из племени бай, и наоборот. Технически любой мужчина любого происхождения из любого клана одной половины может жениться на женщине из любой семьи любого клана другой части, но на самом деле существует ряд социальных предпочтений, обязательств и запретов, которые полностью подпадают под действие закона.скорее представление и теория, чем реальность и практика :
- предпочтение, по-видимому, отдается, прежде всего, прямым двоюродным братьям или троюродным братьям, отец сына ищет для последнего невесту из дочерей одного из братьев его жены. Если такой союз невозможен, если ни одна из племянниц его жены недоступна, он ищет среди «родословных братьев» своей жены, все представители мужского пола которых являются «дядями» его сына. И так далее ;
- обязательство практиковать изогамию, то есть союз между двумя половинами людей, принадлежащих к одним и тем же «семейным классам», одного и того же социального положения. ;
- создание настоящих «фратрий» или сближение между линиями, которые, однако, не имеют общего происхождения, но по причинам исторического порядка (потому что члены этих двух линий в какой-то момент вместе сражались с общим врагом, жили в одной среде обитания, путешествовали вместе или просто из-за общего происхождения).оказанная услуга), при которой родословные вступают в союзы за пределами клана и даже половинных границ. Таким образом, будет благоприятствовать союзу с человеком, происходящим из другой линии, связанной в другой половине фратрией с его собственной линией или линией его жены ;
- точно так же, как существуют исторические союзы, благоприятствующие брачным союзам, существуют «вражеские» родословные, на которые наложен запрет на вступление в брак, как правило, потому, что во время войны погибшие из двух рассматриваемых родословных вступили в контакт, что привело к «смешению кровей», которое привело к браку.делает невозможным любой брак, который должен быть заключен между представителями «разных кровей» (даже если на самом деле практика такого дуализма делает инбридинг неизбежным). Однако эти фратрии и запреты со временем меняются.

Отсюда вся социальная организация и культурные обычаи обусловлены этим дуализмом: церемонии жизненного цикла постоянно сталкиваются лицом к лицу, по крайней мере теоретически, церемониальная часть дуи и церемониальная часть Бай.
По словам Изабель Леблик, 50% зарегистрированных альянсов в стране Паичи соблюдают этот принцип, 22% заключаются исключительно в рамках одной из двух половин, а 16% - вне системы (с кем-то, кто находится за пределами области паичи), из которых 61% для Bai и 39% для Dui. Уважение к этой системе имеет тенденцию исчезать, в частности, на географических окраинах страны. Остальные 12% не определены. Жан Гьяр, со своей стороны, выделил внутри самой страны двоичные зоны, следующие модели Дуй-Бай, и другие тройные зоны Дуй-Бай-Герету, эта третья группа, которая может быть представлена, в частности, на юге ареала кланом, говорит «Векуме», что Гьяр не указывает на принадлежность ни к дуи, ни к Бай, и даже несмотря на то, что Изабель Леблик указывает в этих переписях клана «Векуме», что члены в большинстве своем принадлежат к Бай.
Этот экзогамный дуализм системы паичи, частично подвергаемый сомнению современными этнологами по поводу его систематического характера, на сегодняшний день является единственным, зарегистрированным в Новой Каледонии, хотя, опять же, по словам Изабель Леблик, две экзогамные половины, по-видимому, также существовали в ареале Аджи вместе с Вебва (или Вексубан) и другие.в Веме или (Вексуме).
Также, согласно работам Изабель Леблик, ребенок в системе Paîci автоматически принадлежит к клану и половине отца, что, похоже, имело место не везде. С другой стороны, наследование, данное обоими родителями, и представление предков по восходящей линии практически являются общими для всей Территории: таким образом, родители по отцовской линии передают своим детям имя по происхождению, права на землю и власть предков, символизируемые или материализованные тотемом илити, по материнской линии, в утробе матери, передает ему кровь и жизнь и отвечает за правильный рост и силу его потомства в утробе матери. К этому следует добавить происхождение от бабушки по материнской линии, от «родственников по материнской линии второй степени», часто обозначаемых фразой «mäjoro pwëtù», что можно перевести как «лапка папоротника, посылающая вдаль удары». Также широко практикуется обычное усыновление: это дарение ребёнка клану дядей по материнской линии, затем он меняет свое имя и, таким образом, становится полной частью своей новой линии и своего нового клана. Таким образом, усыновление часто практикуется как контр-довод альянсу, который создал бы дисбаланс между двумя кланами, отцовским и материнским. Таким образом, усыновление «увековечивает имена, подкланы, древние отношения и, следовательно, позволяет обеспечить функционирование общества и его церемониальных обменов» (Monnerie 2005: 55).
Статья Кристин Саломон "Мужчины и женщины, Общая гармония или глухой антагонизм?" (2000) стремится продемонстрировать важность гендерной проблематики в этой теме.

#### Траур
Традиционное погребение умершего варьируется в зависимости от региона: тело на корточках, завёрнутое в циновку (с двумя ручками), обнажённое на земле, перевозимое на шесте двумя носильщиками, погребение (кроме головы), ношение маски (масок), если это заметно, обряд поимки духа умершего.в камне, обряд "джадо" (раззия (набеги) материнских кланов). Спустя долгое время ави разбрасывают кости. Череп очищают и кладут на алтарь вместе с другими черепами предков.

### Обычные племена, районы и территории
Статья по теме: Размещение канаков в резервациях.
Нынешняя обычная административная организация определена на основании указа от 24 декабря 1867 года и включена в колониальную организацию Новой Каледонии. Этот указ группирует кланы в племена или вождества на основе модели лояльности и дает административное признание организации канаков в «деревни» в форме «законного объединения, имеющего атрибуты собственности и организованного в единственной форме, которая была и остается свойственной канакскому народу".состояние коренного населения ». «Племена», колониальный и оспариваемый термин, затем безраздельно владеют землями, закрепленными за канакскими народами Кодексом коренных народов. Сегодня они стали средой обитания меланезийцев, а термин "племя" также относится к области более или менее сгруппированных жилищ, где живут его члены. Он воспроизводит схему организации клана, во главе которого стоят «вождь» (назначаемый из числа вождей кланов Советом старейшин) и совет. Когда племя на самом деле состоит только из одного клана, тогда вождь племени является «старшим братом» клана, а его «совет старейшин» становится собранием племени. Обсуждение от 10 декабря 1981 г. постановил, что в любом племени, где может быть создан совет вождей кланов (и, следовательно, состоящий из более чем двух кланов), он заменит действующий совет старейшин. Сегодня насчитывается 341 «племя», из которых: 203 в Северной провинции, 87 на островах Луайоте и 51 на юге. Самым густонаселенным племенем в 1996 году (с точки зрения людей, заявляющих, что они принадлежат к этому племени, но не обязательно проживающих в нем) было племя Друэулу в районе Гайча-сюр-Лифу (1210 человек, принадлежащих к нему, 642 проживающих в нем).), а наименее многочисленным - племя Уэн-Кут в районе Гайча-сюр-Лифу.Хенген (всего четыре человека).
Кроме того, другим постановлением 1898 года «племена» были сгруппированы в обычные округа или крупные вождества. Их возглавляет великий вождь, первоначально назначаемый губернатором, а затем назначаемый окружным советом из числа вождей племен, или, если это район, состоящий только из одного племени, то вождь последнего обязательно является великим вождем. В округах также может быть, но не обязательно (особенно если в них проживает только одно племя) районный совет, в который входят вожди племен. Однако не все племена входят в состав округа: таким образом, сегодня насчитывается 14 так называемых «независимых» племен. Существует 57 традиционных округов, 28 из которых находятся в Северной провинции, 16 - на островах Луайоте и 13 - в Южной провинции. Они могут включать от одного (районы Эни, Меду и Вабао в Маре, от Имоне и Такеджи в Увеа, от острова Уэн до Мон-Дор и от Горо, Туауру и Унии в Яте) до 17 племен (район Ле Вет в Лифу).
Обычные территории были созданы позже, под названием «страны» в соответствии с так называемым статутом Лемуана, введенным в действие Законом от 6 сентября 1984 года. Эти шесть стран, каждая из которых имеет ассамблею стран, в которую входят 24 представителя обычаев и 24 представителя общин, называются Хут Ваап (Белеп, Поум, Уэгоа, Каала-Гомен, Во, Кумак, Пуэбо и Хенен), Пачи Камуки (Понерихуэн, Пуиндимье, Тохо, Коне и Пуэмбут) и другие., Аджие Аро (Уайлу, Мойнду, Пойя и Бурай), Тей Араджу (Фарино, Саррамеа, Ла Фоа, Булупари, Тио и Канал), Думбеа (Иль-де-Пен, Яте, Мон-Дор, Думбеа,Пайта и Нумеа) и лоялисты (Маре, Лифу и Увеа). Статутом Pons II 1988 года они преобразованы в девять «культурных территорий», которые занимают территории предыдущих стран, за исключением страны лояльности, которая разделена на четыре области: Дреху (Лифу), Ненгоне (Маре) и Иаи (Увеа) и Фага Увеа (также Увеа),и которые направляют представителей в консультативную ассамблею обычного права. Восемь нынешних территорий обычного права созданы Матиньонскими соглашениями и Законом о референдуме от 9 ноября 1988. Они возглавляют районный совет, который назначает в его состав президента, в то время как правила назначения и сроки полномочий определяются каждым из районов, хотя крупные главы районов, присутствующие на территории, являются членами этого совета ex officio. И каждый округ направляет по два представителя в Консультативный совет по обычаям, который Органическим законом 1999 года был преобразован в Сенат обычного права. Однако разграничение территорий основывается не на традиционных округах, а на муниципалитетах и провинциях. Таким образом, муниципалитет Пойя состоит только из одногоокруг Муэо, но его территория разделена между двумя провинциями (Южной и Северной) и, следовательно, между двумя районами (Пайси-Камуки и Аджи-Аро). Тем не менее, две традиционные области имеют территорию, граничащую с двумя провинциями (Северной и Южной), в соответствии с разграничением муниципалитетов: Аджи-Аро и Харакуу. Восемь областей находятся с севера на юг от Гранд-Терре, а затем до островов Луайоте :
- Хут ма Ваап : самый обширный в географическом отношении, он соответствует северной оконечности Гранд-Терре и островам Белеп. В его состав входят муниципалитеты Белеп, Хенген, Каала-Гомен, Кумак, Уэгоа, Пуэбо, Поум и Во. Здесь говорят на 11 канакских языках и диалектах северной группы, но ни на одном из них не говорят более 2000 человек ;
- Паичи-Камуки : территория, расположенная в северной провинции на Гранд-Терре между районами Хут-ма-Ваап на севере и Аджи-Аро на юге. Он охватывает муниципалитеты Коне, Пуандиме, Понерихуэн, Пуэмбут, Тохо и два из шести племен Пойя. Он получил свое название от двух канакских языков, на которых здесь говорят, и оба принадлежат к Центральной группе: пайси, на котором говорят почти 5500 человек, в основном в коммуне Пуандиме, и это один из четырех канакских языков, открытых для преподавания., и семухи или камуки, используемые немногим более чем одним канакским языком.от 2000 человек в Тохо;
- Аджи-Аро : центр Гранд-Терре, граничащий с Северной и Южной провинциями, включает коммуны Бурай, Уайлу, Моинду и де-четыре племени из шести в Пойе. Канакские языки, на которых говорят, принадлежат к центральной группе, но ни на одном из них не говорят более 600 человек, за исключением аджие, на котором в Хуайлу говорят более 4000 человек (это один из четырех языков, открытых для преподавания);
- Харакуу: территория, расположенная в основном в Южной провинции, но также и в некоторой степени в Северной провинции, между районами Аджи-Аро на севере и Джубеа-Капоне на юге, она охватывает муниципалитеты Булупари, Канал, Фарино (в которых нет племен), Куава, Ла Фоа, Саррамеа и другие.Тио. Он получил свое название от основного канакского языка, на котором говорят в этом районе, xârâcùù, на котором говорят почти 3800 человек, в основном в Канале. На двух других языках говорят не более 600 человек;
- Джубеа-Капоне: он соответствует южной оконечности Гранд-Терре и Иль-де-Пен и включает муниципалитеты Нумеа, хотя в административном центре территории нет племен, Думбеа, Пайта, Мон-Дор, Яте и Иль-де-Пен.. Здесь говорят на всех канакских языках Южной группы, основным из которых является численный состав, на котором говорят в Яте, Иль-де-Пен и Иль-Уэн менее 2000 человек;
- Иаай: остров Увеа на островах Луайоте. В его честь назван меланезийский язык, на котором говорят чуть более 1500 человек на этом атолле. Другой разговорный язык, фага увеа, - это полинезийский язык, которым до сих пор пользуются около 1000 человек ;
- Дреху: соответствует Лифу и Тига на островах Луайоте, таким образом, обозначает как традиционную территорию, меланезийское название острова и его жителей, так и язык, на котором они говорят, на сегодняшний день самый распространенный по количеству говорящих (более 11 000) из всех языков канакские языки (один из четырех языков, открытых для преподавания) ;
- Ненгоне: остров Маре на островах Луайоте, ненгоне, обозначающий как остров, его жителей, так и канакский язык, на котором они говорят (на нем говорят более 6000 человек, это один из четырех меланезийских языков, открытых для преподавания).

### Обычный гражданский статус и земли
Основная статья: Обычный гражданский статус Новой Каледонии.
Право канаков на пользование своим обычным гражданским статусом и обычной собственностью признано статьей 75 Конституции и определено Разделом I Органического закона от 19 марта 1999. Этот закон касается, прежде всего, семейных вопросов, вопросов наследования или управления обычным имуществом и применяется между двумя лицами, имеющими обычный статус (когда одно из двух лиц имеет общий гражданский статус, применяется Гражданский кодекс).

### Канакские войны
Доевропейская история остается малоизвестной из-за отсутствия письменных документов. Отсутствие фортификационных сооружений (за исключением Маре) свидетельствует о редкости крупномасштабных войн между кланами или племенами (возможно, из-за меланезийской традиционной системы обмена и компенсации), но миграция населения существовала, что вызвало беспорядки и оставило следы в устной традиции, о чём наводит на мысль местная напряжённость и стычки.